# دييغو غوميز
دييغو غوميز (بالفرنسية: Diego Sebastián Gómez)‏ (5 يناير 1984 روساريو الأرجنتين - ) هو لاعب كرة قدم أرجنتيني يلعب كمهاجم.

## روابط خارجية
- دييغو غوميز على موقع رابطة كرة القدم الفرنسية للمحترفين (الإنجليزية)
- دييغو غوميز على موقع قاعدة بيانات كرة القدم.إي يو (الإنجليزية)
- دييغو غوميز على موقع Soccerway.com (الإنجليزية)
- دييغو غوميز على موقع AS.com (الإسبانية)